# Gija Jumulu
Gija Jumulu es un baobab australiano (Adansonia gregorii) que se transportó 3200 kilómetros desde Telegraph Creek, cerca de Warmun en la región de Kimberley, Australia Occidental, hasta Kings Park en Perth. Este fue el viaje terrestre más largo de un árbol de tamaño similar en la historia. El árbol fue removido para dar paso a la construcción de un puente en la carretera Great Northern Highway y fue replantado en el Mirador Two Rivers, al final del estacionamiento de Forrest en Kings Park el 20 de julio de 2008. Se estima que el árbol de 36 toneladas tiene unos 750 años y lleva el nombre de los pueblos aborígenes locales cerca de Warmun, los Gija, y su palabra para los árboles boab, "Jumulu". Se cree que los baobabs pueden vivir hasta 2000 años. El árbol recibió algunos daños superficiales en su tronco durante su viaje hacia el sur, lo que causó algo de pudrición en la corteza. Los arbolistas en Kings Park retiraron el material dañado y trataron las heridas. En 2016 el árbol fue evaluado como saludable.